# Strietbach
Der Strietbach ist ein rechter Zufluss des Schmerlenbaches im Landkreis Aschaffenburg im bayerischen Spessart.

## Geographie

### Verlauf
Der Strietbach entspringt nordöstlich von Haibach und fließt durch den Schmerlenbacher Wald in nördliche Richtung zum Kloster Schmerlenbach. Dort wird ein Teil seines Wassers unter der Klostermauer durch geleitet und als Zuleitung eines Teiches genutzt. Nördlich des Klosters vereinigen sich beide Arme wieder und der Strietbach mündet in den Schmerlenbach.

### Flusssystem Aschaff
- Liste der Fließgewässer im Flusssystem Aschaff

## Einzelnachweise

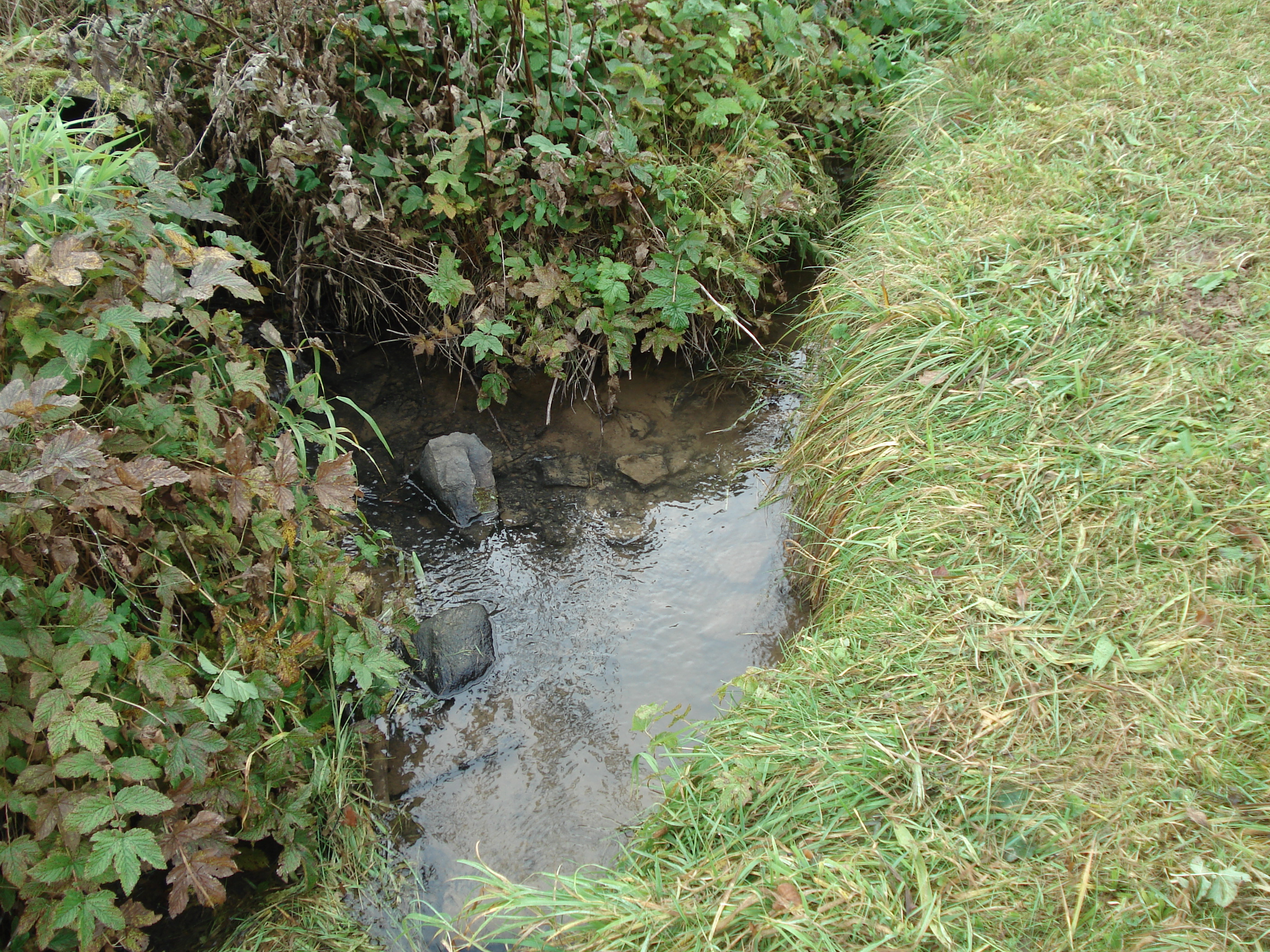
Der Strietbach (hinten links) mündet in den Schmerlenbach